# آلبرت پینگار
آلبرت پینگار (انگلیسی: Albert Pynegar; ۲۴ سپتامبر ۱۸۹۵ – ۱۹۷۸ (۸۲−۸۳ سال)) بازیکن فوتبال اهل بریتانیا بود.
از باشگاه‌هایی که در آن بازی کرده‌است می‌توان به باشگاه فوتبال اولدهام اتلتیک، باشگاه فوتبال روترهام یونایتد، باشگاه فوتبال چسترفیلد، باشگاه فوتبال کاونتری سیتی، باشگاه فوتبال پورت ویل، و باشگاه فوتبال لستر سیتی اشاره کرد.